# Święty Onufry

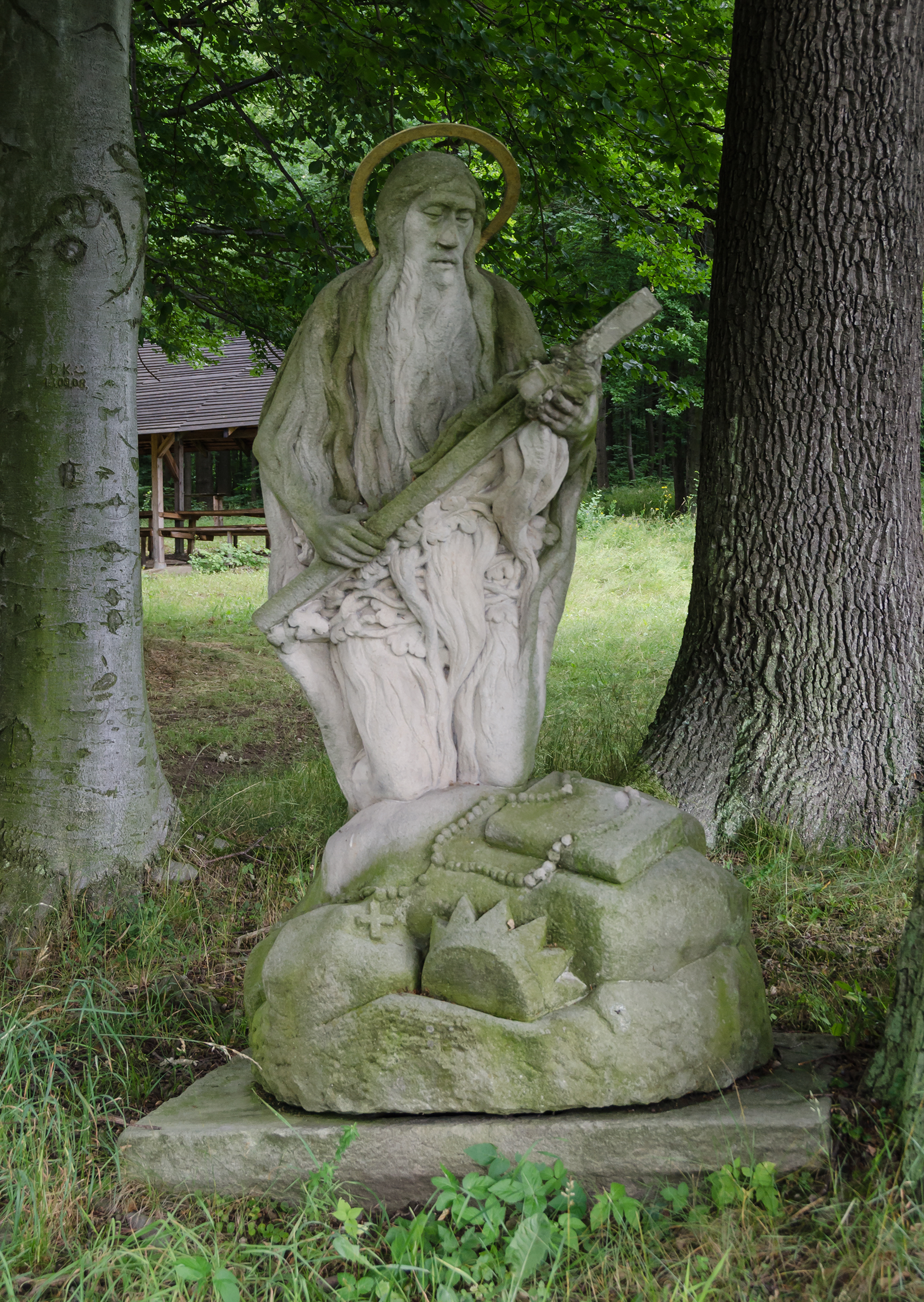
Figura św. Onufrego w Gorzanowie

Święty Onufry (łac.) Onuphrius – żyjący na początku IV wieku święty Kościoła katolickiego i Cerkwi prawosławnej, pustelnik. Według apokryfów był synem perskiego władcy. Miejscem jego zamieszkania i działalności były tereny dzisiejszego Egiptu (Pustynia Tebaidzka).
Żywot świętego spisany został na podstawie relacji innego mnicha świętego Pafnucego, który podczas poszukiwania miejsca pustelniczego spotkał nagiego starca zarośniętego długą brodą. Tym starcem miał się okazać św. Onufry, który spędził na pustyni 60 lat, a którego co niedzielę odwiedzał anioł z komunią świętą. Onufry skonał na rękach św. Pafnucego 12 czerwca, jednak dokładna data śmierci świętego nie jest znana. Według relacji Pafnucego ten eremita dorastał we wspólnocie w Hermapolis. Wzorując się na takich ascetach jak Jan Chrzciciel czy Eliasz, żył samotnie na pustkowiu w okryciu z liści, żywiąc się owocami i ziołami.
Na wizerunkach przedstawiany jest zazwyczaj jako starzec z długimi, białymi włosami i brodą sięgającą aż do ziemi oraz przepaską z gałęzi i liści, czasem ubrany tylko w płaszcz z własnych długich włosów. Był orędownikiem w sprawach wyboru małżonka i posiadania potomstwa.
Kult świętego Onufrego rozprzestrzenił się głównie na Wschodzie, wybudowano dwie świątynie pod jego wezwaniem w Konstantynopolu oraz później jedną w Rzymie. Relikwie świętego znajdują się w Sutéra, na Sycylii. Złożone są wraz z relikwiami św. Paulina, także pustelnika wczesnochrześcijańskiego.
Święty Onufry był czczony na Ziemi Kłodzkiej. Poświęcono mu m.in. kaplice w Stroniu Śląskim (zbudowana w XVIII w., zrujnowana w l. 70. XX w., odbudowana w 2015 r.) i w Pisarach oraz figurę koło kaplicy św. Antoniego w Gorzanowie.
Czczony jest także na Podlasiu, w Jabłecznej, gdzie znajduje się monaster.
Na górze Chełm Beskidu Średniego w gminie Stryszów, znajduje się kamienna figura przedstawiająca świętego Onufrego. Tablica informacyjna datuje ją na XVI lub XVII wiek.
Wspomina się także drugiego św. Onufrego. Ten znany jest jako Hunfrid z Prüm, z zakonu benedyktynów. Papież Mikołaj I ustanowił go biskupem w Thérouanne. Wspomina się go 8 marca.
Prawosławne monastyry św. Onufrego istniały również w Birczy (pierwsza wzmianka z 1422, obecnie nieistniejący), Posadzie Rybotyckiej (pierwsza wzmianka w 1367), Perehińsku koło Kołomyi (pierwsza wzmianka z 1400).
Wspomnienie liturgiczne świętego Onufrego od XVI wieku, przypada za sprawą wpisu Baroniuszana 12 czerwca.